# Dzogchen
Dzogchen (tibetisch རྫོགས་པ་ཆེན་པོ Wylie rdzogs pa chen po; kurz: rdzogs chen) „Die Große Vollkommenheit“, auch Atiyoga, Mahasandhi oder Maha Ati genannt, bezeichnet Lehren, die traditionell in der Nyingma-Schule des tibetischen Buddhismus und im tibetischen Bön als Essenz der Lehren Buddhas übertragen werden. Die Übertragung dieser Lehren findet aber auch, wenn auch deutlich zurückhaltender, in der Sakya-, Kagyü- und Gelug-Schule statt.
Das gleichnamige Dzogchen-Kloster in Kham gehört zu den sechs Hauptsitzen der Nyingma.

Symbol des Dzogchen

## Herkunft

### Bön
Nach der Überlieferung der Bön-Tradition wurde Dzogchen erstmals vom Meister Shenrab Miwoche in Zentralasien gelehrt. Der Meister Gyerchen Nangzher Lodpo lehrte Dzogchen erstmals in Tibet. Bei den Bön gilt Dzogchen als höchster der neun Wege oder Fahrzeuge. Die Bön-Dzogchen-Übertragung ist bis auf den heutigen Tag als eigenständiges Lehrsystem erhalten geblieben.
Das Gyalwa Chak Tri ist ein Praxis-Handbuch, das zur Textsammlung des Zhang Zhung Nyen Gyud gehört. Einer der vier großen Dzogchen-Zyklen des Yungdrung-Bön. Das Meditationsbuch wurde von Dru Gyalwa Yungdrung, einem der großen Bön Meister des 13. Jahrhunderts, zusammengestellt.

### Nyingma
Dzogchen, wie es in der Nyingma-Schule gelehrt wird, geht auf den Meister Garab Dorje zurück. Er war nach der Überlieferung der Nyingma der erste menschliche Lehrer (Nirmanakaya), der Dzogchen lehrte. Zuvor wurde es der Überlieferung nach vom Urbuddha Samantabhadra (Dharmakaya) an den Buddha Vajrasattva (Sambhogakaya) übertragen. Vajrasattva soll die Lehren dann aus dem reinen Bereich an Garab Dorje übermittelt haben, der sie an Manjushrimitra und Sri Singha weitergab. Letzterer übertrug diese Lehren neben Jnanasutra auch an Padmasambhava und Vimalamitra, die diese Lehren zusammen mit Vairocana mit der Einführung des Buddhismus im 8. Jahrhundert nach Tibet brachten. Seit dieser Zeit wurde Dzogchen in ununterbrochenen Übertragungslinien bis auf den heutigen Tag überliefert. Dzogchen ist aber nicht nur in der Nyingma-Schule bekannt, es wurde über die Jahrhunderte auch an Schulen der neueren tibetischen Übersetzungstraditionen (Sarma) übermittelt.

Auch wenn man die Lehren des Dzogchen hauptsächlich den ursprünglichen zwei religiösen Traditionen zuordnen kann, überschreiten sie aufgrund ihrer Unmittelbarkeit den Kontext religiöser Konzepte.

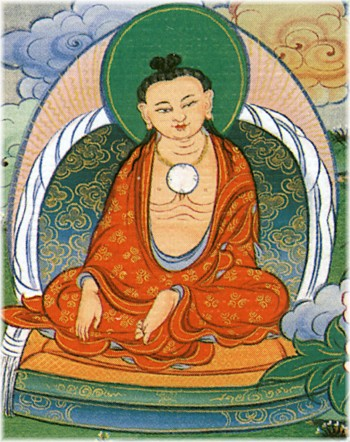
Melong Dorje. Melong (Spiegel) als Attribut im Dzogchen

## Lehrinhalt
„Dzogchen ist die spirituelle Essenz aller buddhistischen Lehren. Es ist der Weg der Selbstbefreiung, der jeden sein wahres Wesen jenseits der Dualität erkennen läßt. Die wahre Natur des Menschen ist klar, leuchtend und bewußt, ungetrübt von Gedanken und Emotionen“

Bei Dzogchen geht es folglich nicht, wie man zunächst vermuten könnte, um eine Veränderung des Geistes von einer unvollkommenen in eine vollkommene Natur. Dzogchen ist also keine graduelle Methode der Umwandlung von Geistesgiften in ursprüngliche Weisheit, wie sie oft anderen buddhistischen Lehransätzen zugrunde liegt, sondern eine auf unmittelbare Erkenntnis zielende Lehre. Es geht dabei um das Erkennen und die Stabilisierung der Erkenntnis der ursprünglich vollkommenen Natur des Geistes. Diese wurde, den Lehren des Dzogchen zufolge, aufgrund temporärer Verschleierung bislang lediglich nicht als solche erkannt. Die damit einhergehende Erfahrung wird auch als das Erkennen der Buddha-Natur, des klaren Lichts ursprünglichen Gewahrseins bezeichnet.

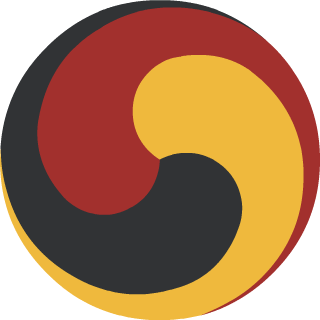
Gankyil Symbol der Einheit im Dzogchen

Nach den Lehren des großen Dzogchenmeisters Longchenpa, der die Dzogchenlehren von Vimalamitra (8. Jhdt.) im 14. Jahrhundert in seiner Textsammlung 'Snying thig ya bzhi' niederschrieb, ist die höchste Verwirklichung die Erlangung des Lichtes ursprünglicher Buddhaschaft, die spirituelle Ebene des Urbuddha Samantabadhra. Diese befindet sich jenseits des Lichtes des ursprünglichen Gewahrseins als das Licht des ursprünglichen Gewahrseins und Leerheit in Vereinigung. Aus diesem Licht entstehen dann durch dessen Manifestationsenergie die Lichtebenen von Leerheit und ursprünglichem Gewahrsein. Da jedes Lebewesen dieses Licht in sich selbst trägt, kann man diese Ebenen einmal durch Meditation – dies ist die auf Tibetisch sogenannte Methode des Thod Rgal – oder alleine durch das Lesen oder Hören von Dzogchentantras aus diesen Texten, die Methode des Khregs Chod, erlangen.
Als höchstes Resultat der Verwirklichung der Lehren des Dzogchen gilt der sogenannte Regenbogenkörper, bei dem nach der Überlieferung ein verstorbener Dzogchen-Meister seinen Körper über einen Zeitraum von einer Woche in Lichterscheinungen als die Essenz der Elemente seines Körpers auflöst. Üblicherweise bleiben dabei nur Haare und Nägel als Überbleibsel zurück. Verschiedene Meister verschiedener Traditionen sollen diese Art der Verwirklichung über Jahrhunderte hinweg bis in das 20. Jahrhundert hinein demonstriert haben. Darunter war zum Beispiel auch der bekannte Bön-Meister Shardza Tashi Gyaltsen, der den Regenbogenkörper um das Jahr 1930 realisiert haben soll und der Nyingma-Lama Khenpo Achung (* 1918) der bei seinem Tod im Jahr 1998 die gleiche Art der Verwirklichung zeigte.

## Wirkung
Der 14. Dalai Lama ist ein qualifizierter Dzogchen-Meister.
Zur Verwirklichung von Dzogchen ist eine Einführung in das ursprüngliche Gewahrsein des Geistes durch einen verwirklichten Dzogchen-Meister notwendig.